# Таримски мумии
Тари́мските му́мии са мумифицирани тела, предимно на европеиди, датирани от периода 8 век пр.н.е. – 2 век, съхранили се в сухите условия на пустинята Такламакан близо до оазиса Лоулан (гробниците Гумугоу (Кявригул), Сяохе, Аяла Мазар). Също така мумии са открити и на източния край на Таримския басейн, около Турфана, и по протежение на южния край на Таримския басейн в Синцзян-Уйгурския автономнен район в Китай.
Според древен китайски летопис с текстове отпреди 2000 години, наречен Шан Хай Дзин (山海经), описващ географски особености и познат като колекция от митове, „бели хора с дълги светли коси“, живеели отвъд северозападната граница на територията на днешен Синдзян. Откритите в Таримската падина мумии са най-често с дълги руси или червени коси и са вероятно част от голямата миграция на индоевропейците от Прикаспийските степи към Централна Азия. В некрополите са открити и мумии с монголоидни характеристики или от смесен тип, които са датирани от периода след 5 в. пр.н.е., което говори за започнала миграция и от изток. Генетични тестове на мумиите насочват за европеиден произход по бащина линия и за смесен по майчина.
Телата на погребаните са намерени легнали в дървени лодки, завити с волска кожа. Всяка от лодките е не много по-голяма от тялото на поставения в нея човек и всички са обърнати наопаки. В предната, заострена част на близо 200 от намерените корита са поставени внушителни колове с дължина близо 4 м. Изровените дълги съоръжения сега стърчат над пясъците в средата на пустинята. Много от тях имат плоски остриета, боядисани в черно и червено. Китайските археолози предполагат, че преди повече от 2000 г. заселниците са навлизали с лодки във водите на местни реки във времена, когато климатът е бил много по-влажен, за да погребват близките си на някой остров. Когато езерата и реките, на които местните тохари са разчитали са пресъхнали, те са напуснали региона.
Трябва да се отбележи, че мумиите от Таримския басейн са всъщност добре изсъхнали трупове. За разлика от египетските мумии, техния реалистични външен вид се дължи не на изкуствена намеса, а от специфичните условия на околната среда. Установено е че най-добре запазените мумии са на починали и погребани през зимата, в особено солени почви, тъй като солта потиска гниенето и спомага за бързото изсушаване на трупа. Благодарение на местния климат, изключителна сухота на въздуха, пясъчна и проветрива солена почва, се създават уникални условия, благодарение на които са се съхранили изключително добре запазени мумии, заедно със съпътстващите ги предмети, тъкани и дрехи.